# کوگسین

کوگسین شهری در شهرستان سورگو در استان بولکیمده در بورکینافاسوی غربی مرکزی است جمعیت آن ۱۶۴۹ نفر است.